# Servius Sulpicius Rufus
Pour les articles homonymes, voir Sulpicius.
Servius Sulpicius Rufus, (né vers -105 - mort en -43), jurisconsulte, était au jugement de Cicéron, son contemporain et son ami, le plus grand juriste de son époque. C'est aussi un sénateur qui participe à la vie politique de la Rome antique à la fin de la période républicaine et exerce le consulat en -51.

## Ses relations familiales
Servius Sulpicius  Rufus fils de Quintus, de la tribu Lemonia, tire son origine de l'antique famille patricienne des Sulpicii, qui au premier siècle avant notre ère était divisée en deux branches principales les Galba (ancêtres de l'empereur de 68) et les Rufus. Il ne semble pas pourtant que les père et grand-père de Servius Sulpicius aient exercé de charges publiques importantes.
Il a avec sa femme Postumia un fils dont Cicéron faisait grand cas et qu'il pensa même un moment choisir pour gendre. Ses liens de parenté avec la poétesse Sulpicia ne sont pas complètement clarifiés : la plupart des auteurs pensent qu'il pourrait s'agir, soit de sa fille, soit de sa petite-fille.

## Biographie

### Ses études
Servius est l'exact contemporain et l'ami intime de Cicéron. Il étudie la rhétorique à ses côtés et ils se rendent ensemble à Rhodes vers -78 pour écouter les plus grands rhéteurs et philosophes grecs de l'époque. Mais Sulpicius s'aperçoit vite que son éloquence ne sera jamais comparable à celle de Cicéron : aussi préfère-t-il se consacrer au droit pour être le meilleur dans son domaine. Il fut cependant un orateur estimé : à la fin du premier siècle, sous Domitien, Quintilien pouvait encore lire trois de ses discours dont il loue la finesse (« acumen »). En droit il eut à Rome pour professeurs Lucius Lucilius Balbus et Caius Aquilius Gallus qui étaient eux-mêmes des élèves de Quintus Mucius Scaevola.

### Le jurisconsulte Sulpicius Rufus
Servius Sulpicius est souvent cité dans le Digeste de Justinien et on ne lui attribue pas moins de 180 volumes traitant de questions juridiques. De cette œuvre immense seules deux très courtes citations nous sont parvenues par l'intermédiaire du compilateur érudit Aulu-Gelle. À peine connaissons-nous quelques titres, un livre sur les dots, un autre réfutant les principales erreurs qu'il avait trouvées chez son grand prédécesseur Mucius Scaevola.
Surtout il fut le premier à écrire un commentaire de l'Édit du préteur, qui à cette époque était la source du droit appliqué par les tribunaux romains et avait complété voire remplacé la vénérable Loi des Douze Tables, tombée en désuétude sans avoir jamais été abrogée.
Toutefois son principal mérite, d'après Cicéron, serait d'avoir appliqué au droit une nouvelle méthode d'analyse, qui n'est autre  en fait que la dialectique enseignée par les philosophes grecs. Sulpicius aurait ainsi divisé sa matière au moyen de définitions et de distinctions rigoureuses, la répartissant  en catégories et en espèces, alors que ses prédécesseurs accumulaient les cas particuliers et pratiquaient une casuistique.
Cette vue est trop schématique pour être prise au pied de la lettre ; d'une part un passage des Institutes de Gaius laisse entrevoir que Mucius Scaevola avait au moins ouvert la voie dans cette direction, d'autre part Cicéron nous a avoué à plusieurs reprises qu'il aurait aimé écrire un tel livre de théorie juridique. Il a sans doute tendance à attribuer à son ami le livre qu'il avait rêvé d'écrire. Trop de textes ont disparu pour que nous puissions en juger par nous-mêmes mais, incontestablement, le droit romain connaît à cette époque une évolution décisive au contact de la philosophie grecque.
Servius forme de nombreux disciples, parmi lesquels on retiendra les noms d'Aulus Ofilius, Publius Alfenus Varus, Pacuvius Antistius Labeo, père de Labéon, et Aufidius Namusa.

### Sa carrière politique
Servius est d'abord questeur à Ostie en -74. En -65, il est élu préteur ; mais quand, au terme de l'intervalle consacré de trois ans entre les deux magistratures, il se présente en -63 aux élections pour être consul en -62, il est battu par Lucius Licinius Murena, qui toutefois s'était rendu coupable de corruption électorale de manière assez voyante. Aussi Sulpicius, soutenu par l'un des jeunes leaders du parti des Optimates connu pour son rigorisme moral intransigeant, Caton le Jeune, n'hésita-t-il pas à  poursuivre son concurrent devant les tribunaux en vertu de la loi sur la brigue (ou Lex Cornelia Baebia, loi promulguée en -181) et à demander l'annulation des élections. Il croyait pouvoir compter sur son vieil ami Cicéron qui était alors consul et venait justement de faire voter une loi renforçant les peines en cas de corruption électorale. Mais l'on était alors au plus fort de la crise ouverte par la conjuration de Catilina et Cicéron voulait à tout prix éviter une vacance du pouvoir ou un blocage institutionnel qui aurait donné de nouvelles opportunités aux conjurés qui venaient de perdre les élections (c'est en fait Catilina que visait Cicéron dans sa loi contre la brigue). Aussi choisit-il de défendre Muréna et son discours (le Pro Murena) se lit encore aujourd'hui avec intérêt : l'orateur réussit à faire acquitter son client en invoquant la raison d'état. Ainsi dans la vie politique romaine l'art oratoire remportait la victoire sur la science juridique.
Sulpicius est-il pour autant déçu par la politique ?  En tout cas il attend -51, pour devenir enfin consul. À cette époque Pompée était le maître à Rome et ses rapports avec César se détérioraient rapidement : dans ce contexte particulier Servius Sulpicius soutient la politique de Pompée sans rompre avec César, ce qui le conduit à s'opposer aux mesures résolument anti-césariennes que son collègue Claudius Marcellus cherche à faire adopter. Et lors du déclenchement de la guerre civile en -49, il se montre très hésitant sur l'attitude à adopter comme le prouve la Correspondance de  Cicéron. Mais après la bataille de Pharsale et la mort de Pompée, Sulpicius se rallie à César et accepte de gouverner au nom du dictateur la province d'Achaïe en -46/-45.
Il ne participe pas à la conjuration des Ides de mars et après la mort du dictateur reste un Césarien modéré, partisan de la concorde et de la réconciliation. Aussi en janvier -43 le sénat le choisit-il en raison de son autorité morale et de son âge, malgré un état de santé défaillant, pour faire partie de l'ambassade chargée de négocier la paix avec Marc Antoine qui assiégeait Decimus Junius Brutus dans Modène. À bout de forces, Servius Sulpicius meurt avant d'atteindre le camp d'Antoine.
Le consul Caius Vibius Pansa Caetronianus prononce son éloge funèbre au sénat et propose de lui ériger une statue à la tribune des Rostres. Mais le consulaire Servilius Isauricus objecte alors que Sulpicius était certes mort en mission, mais de maladie. Cicéron se lève alors et prononce la neuvième Philippique. Il obtient pour son vieil ami une statue en pied aux Rostres et un tombeau public aux Esquilies en reconnaissance de ses services à la patrie. La statue était toujours en place à l'époque impériale et contribua à transmettre le souvenir de Servius Sulpicius Rufus aux générations suivantes.

## L'homme
Servius Sulpicius était un homme d'études d'une grande intégrité. En particulier il aimait à cultiver les devoirs de l'amitié. De tant d'écrits divers il ne nous reste de lui que deux lettres adressées à Cicéron ; dans l'une d'elles, il cherche avec beaucoup de délicatesse à le consoler de la mort de sa fille Tullia.
Dans son Pro Murena, pour les besoins de la cause, Cicéron avait ridiculisé la profession de son ami, présentant le droit comme un art de la chicane, préoccupé avant tout de formalisme. Mais il a tenu dans son Brutus à nous livrer son jugement véritable : par une belle formule il assure que Servius Sulpicius fut moins un jurisconsulte qu'un justice-consulte, signifiant par là qu'à ses yeux, l'équité était plus importante que le respect des formules juridiques.

## Sources antiques
- Aulu-Gelle, Nuits attiques
- Cicéron, Pro Murena, 8, 18.
- Cicéron, Brutus, 41, 151 ; 42, 154.
- Cicéron, Lettres à des familiers, 4, 1  ; 4, 3  ; 4, 4 ; 4, 5 ; 4, 12.
- Cicéron, Lettres à Atticus, 5, 4 ; 10, 14.
- Cicéron, Philippiques, 9.
- Gaius, Institutes
- Quintilien, L'Institution oratoire, 10, 7, 20.
- Plutarque, Vie de Pompée, 54.
- Plutarque, Vie de Caton le Jeune, 49.
- Suétone, César, 29.